# Selaginella
Selaginella P.Beauv. è un genere di piante licofite. È l'unico genere noto della famiglia Selaginellaceae Willk. e dell'ordine Selaginellales Prantl.

## Descrizione
Le specie di Selaginella sono piante striscianti o ascendenti con foglie semplici, simili a squame (microfilli), su steli ramificati da cui si diramano anche le radici. Gli steli sono aerei, striscianti orizzontalmente sul substrato, suberretti o eretti.
In Selaginella, ogni microfillo e sporofillo ha una piccola escrescenza simile a una scaglia chiamata ligula alla base della superficie superiore.  Le piante sono eterospore con spore di due classi di dimensioni diverse, note come megaspore e microspore.
Insolitamente per le licofite, che hanno quasi sempre microfilli con una singola vena non ramificata, i microfilli di alcune specie di Selaginella contengono una traccia vascolare ramificata.
In condizioni di siccità, alcune specie di Selaginella possono sopravvivere alla disidratazione. In questo stato, possono arrotolarsi in palline marroni ed essere sradicate, ma possono reidratarsi in condizioni di umidità, tornare verdi e riprendere a crescere. Questo fenomeno è noto come poichiloidria, e le piante poichiloidriche sono talvolta chiamate piante della resurrezione.

## Tassonomia
Il genere Selaginella comprende oltre 700 specie.